# Moritz von Kotzebue
Moritz von Kotzebue, (oroszul Морис Августович [Маврикий Евстафьевич] фон Коцебу), Kiikla, 1789. április 30. – Varsó, 1861. február 22.), altábornagy, szenátor.

## Életpályája
1789. április 30-án született az Észtföldi kormányzósághoz tartozó Kiikla faluban. Apja a híres német író, August von Kotzebue volt. Hatan voltak testvérek. Testvérei között volt festő, világutazó, földrajzi felfedező, orosz diplomata és német író is. Testvérével Otto Kotzeubue-val együtt aki később híres orosz felfedező lett kadétnak tanult, 1803-1806 között a Nagyezsda fregatt fedélzetén volt kadét, majd katonai szolgálatba lépett.
1812 augusztusában a honvédő háborúban való részvétele alatt Polockban a franciák elfogták, és a következő másfél évet francia fogságban töltötte ahonnan csak 1814-ben szabadult, ezután Németországba, majd Franciaországba költözött. 
Fogsága történetét: Der russische Kriegsgefangene unter den Franzosen (Lipcse, 1815) írta meg.  Az emlékirat lenyűgöző élményeiről, esetenként szellemes leírásairól szól. 
Később is katonaként szolgált, 1817-ben Alekszej Petrovics Jermolov mellett a perzsiai nagykövetségen, amely időről szóló írása szintén megjelent Reise nach Persien mit der russisch kais. Gesandtschaft im Jahre 1817 (Weimar, 1819), majd 1818-tól Grúziában szolgált, 1822-től – az Önálló Kaukázusi Hadtest főszállásmestere; 1826-ban  Perzsiával szembeni hadműveletekben vett részt. Később szenátor lett. 
Varsóban, 71 évesen érte a halál 1861. február 22-én.

## Főbb munkái
- A grúz perzsa invázió leírása 1826-ban
- Der russische Kriegsgefangene unter den Franzosen (Lipcse, 1815)
- Perzsiai útja az orosz nagykövetség részeként 1817 (Párizs, 1819)
- Statisztikai információk

### Magyarul
- Az orosz hadifogoly a frantziák között; kiad. Kotzebue Augustus, ford. Czövek István; Trattner Ny., Pest, 1816